# Mitch Apau
Mitch Apau [mič apau] (* 27. dubna 1990, Amsterdam) je nizozemský fotbalový obránce vlastnící také ghanské občanství, od července 2021 hráč nizozemského mužstva FC Emmen. Mimo Nizozemsko působil na klubové úrovni v Belgii, Chorvatsku, ve Slovinsku a na Slovensku. Nastupuje převážně na pravém kraji obrany, jedná se o silného, razantního fotbalistu se skvělou úspěšností v defenzivních soubojích.

## Klubová kariéra
Je odchovancem týmu AFC Ajax z Amsterdamu, v mládeži nastupoval také za mužstva SV Ouderkerk, AVV Zeeburgia a AZ Alkmaar. Před sezonou 2009/10 zamířil do "áčka" celku SC Veendam, kde pravidelně nastupoval ve druhé nejvyšší soutěži. V červenci 2013 jeho kroky směřovaly do mužstva RKC Waalwijk, ve kterém rok působil v první lize. V roce 2014 odešel do zahraničí a stal se novou posilou belgického klubu KVC Westerlo.

### NK Olimpija Lublaň
V červenci 2017 přestoupil do slovinského celku NK Olimpija Lublaň. Ligovou premiéru v dresu Lublaně absolvoval v prvním kole hraném 16. července 2017 proti týmu NK Celje (výhra 3:1), na hrací plochu přišel v 84. minutě. Svůj první a zároveň jediný ligový gól během tohoto angažmá zaznamenal 31. 3. 2018 v souboji s mužstvem NK Maribor (remíza 1:1), trefil se v 69. minutě. Během roku odehrál za Olimpiji celkem 36 utkání v lize, ve kterých dal jednu branku a na další čtyři přihrál. Na jaře 2018 získal s klubem „double“, tzn. ligový titul a triumf v domácím poháru.

### ŠK Slovan Bratislava
V létě 2018 zamířil na Slovensko a podepsal kontrakt na tři roky se Slovanem Bratislava, vicemistrem z ročníku 2017/18 Fortuna ligy. Ve Slovanu dostal dres s číslem dva a krátce po příchodu se připojil k týmu, který v té době byl na soustředění v Česku.

#### Sezóna 2018/19
S "belasími" postoupil přes moldavský tým FC Milsami Orhei (výhry 4:2 a 5:0) a mužstvo Balzan FC z Malty (prohra 1:2 a výhra 3:1) do třetího předkola Evropské ligy UEFA 2018/19, v němž Slovan vypadl po výhře 2:1 a prohře 0:4 s rakouským celkem Rapid Vídeň. Svůj ligový debut za bratislavský klub si připsal 22. července 2018 v úvodním kole v souboji s ViOnem Zlaté Moravce – Vráble (výhra 4:1), odehrál celých devadesát minut. Poprvé za "belasé" skóroval 19. 8. 2018 proti týmu MFK Ružomberok (výhra 2:0), když v 76. minutě dal vítěznou branku na 1:0. Svůj druhý ligový gól v sezoně dal v utkání s mužstvem AS Trenčín (remíza 3:3). Potřetí v ročníku se trefil v 18. kole hraném 8. prosince 2018 v souboji s klubem MŠK Žilina, když ve 42. minutě zvyšoval na průběžných 4:0. Zápas skončil vítězstvím Slovanu v poměru 5:2. Se Slovanem získal 14. 4. 2019 po výhře 3:0 v odvetě nad Žilinou šest kol před koncem sezony mistrovský titul.

#### Sezóna 2019/20
Za "belasí" nastoupil v úvodním zápase prvního předkola Ligy mistrů UEFA 2019/2020 proti černohorskému celku FK Sutjeska Nikšić a po vypadnutím s tímto soupeřem byl jeho tým přesunut do předkol Evropské ligy UEFA 2019/2020. V nich Apau odehrál pouze jedno ze šesti možných utkání, ale i tak pomohl Slovanu po postupu přes kosovské mužstvo KF Feronikeli (výhry doma 2:1 a venku 2:0), klub Dundalk FC z Irska (výhry doma 1:0 a venku 3:1) a řecký tým PAOK Soluň (výhra doma 1:0 a prohra venku 2:3) k účasti ve skupinové fázi. V základní skupině však neodehrál žádné utkání, jelikož nebyl zařazen na soupisku pro EL. Se Slovanem obhájil titul z předešlé sezony 2018/19. S "belasými" ve stejném ročníku triumfoval i ve slovenském poháru a získal tak s mužstvem „double“. V říjnu 2020 v klubu předčasně skončil, v sezoně za Slovan Bratislava odehrál pouze jedno ligové utkání. Na jaře 2021 získal Slovan již třetí ligový primát v řadě a Apau se na tomto úspěchu částečně podílel.

### Patro Eisden
Před jarem 2020/21 se vrátil do Belgie, kde uzavřel smlouvu s týmem Patro Eisden.

### NK Slaven Belupo (hostování)
V únoru 2021 zamířil po více než měsíci v Eisdenu na hostování do chorvatského Slavenu Belupo. Ligový debut si zde odbyl ve 22. kole hraném 19. 2. 2021 v souboji s celkem HNK Šibenik. Při remíze 2:2 na domácím trávníku přišel na hrací plochu v 77. minutě.

## Klubové statistiky
Aktuální k 19. červnu 2022
| Sezona    | Klub                     | Soutěž         | Zápasy | Góly |
| --------- | ------------------------ | -------------- | ------ | ---- |
| 2009/2010 | SC Veendam               | Eerste Divisie | 23     | 0    |
| 2010/2011 | SC Veendam               | Eerste Divisie | 28     | 0    |
| 2011/2012 | SC Veendam               | Eerste Divisie | 33     | 2    |
| 2012/2013 | SC Veendam               | Eerste Divisie | 22     | 0    |
| 2013/2014 | RKC Waalwijk             | Eredivisie     | 29     | 0    |
| 2014/2015 | KVC Westerlo             | Jupiler PL     | 34     | 2    |
| 2015/2016 | KVC Westerlo             | Jupiler PL     | 30     | 2    |
| 2016/2017 | KVC Westerlo             | Jupiler PL     | 23     | 0    |
| 2017/2018 | NK Olimpija Lublaň       | 1. SNL         | 36     | 1    |
| 2018/2019 | ŠK Slovan Bratislava     | Fortuna liga   | 25     | 3    |
| 2019/2020 | ŠK Slovan Bratislava     | Fortuna liga   | 11     | 0    |
| 2020/2021 | ŠK Slovan Bratislava     | Fortuna liga   | 1      | 0    |
| 2020/2021 | Patro Eisden             | BND 1          | 0      | 0    |
| 2020/2021 | NK Slaven Belupo (host.) | 1. HNL         | 5      | 0    |
| 2021/2022 | FC Emmen                 | Eerste Divisie | 19     | 0    |